# Horacio Londoño
Horacio Londoño Marulanda (ur. 1 lutego 1958 w El Bagre) – kolumbijski trener piłkarski z obywatelstwem honduraskim.

## Życiorys
Londoño urodził się w malutkiej miejscowości El Bagre, jednak gdy miał sześć miesięcy przeniósł się wraz z rodziną do oddalonego o 270 kilometrów Medellín. Tam uczęszczał do szkoły średniej Liceo Departamental Gilberto Alzate Avendaño. Nigdy nie był profesjonalnym piłkarzem. Ukończył kursy trenerskie (zarówno w kraju, jak i zagranicą) oraz studia na kierunku technologii w szkoleniu piłkarskim w ramach programu edukacyjnego Servicio Nacional de Aprendizaje (SENA). Następnie przez wiele lat pracował jako asystent trenera Jairo Ríosa. Współpracowali między innymi w kolumbijskich Deportivo Antioquia (1994–1995) i Independiente Medellín (1995–1996) oraz honduraskich Pumas UNAH (2004), Marathónie (2005) i Vidzie (2006). Większość swojej kariery zawodowej Londoño związał właśnie z Hondurasem.
We wrześniu 2006 Londoño zastąpił Ríosa na stanowisku pierwszego trenera CDS Vida. Nie zdołał poprawić gry drużyny i na koniec sezonu zajął z nią ostatnie miejsce w tabeli. Słaby początek nowego sezonu poskutkował w styczniu 2007 zwolnieniem szkoleniowca. Później Londoño powrócił do Kolumbii, gdzie trenował amatorskie drużyny, a także był zatrudniony w instytucji Servicio Nacional de Aprendizaje (SENA). Jako selekcjoner reprezentacji SENA zajął pierwsze miejsce w turnieju Juegos de Ascundeportes. Organizował konferencje dydaktyczne dla amatorskich i profesjonalnych szkoleniowców piłkarskich, ponownie był również asystentem Jairo Ríosa – kolejno w honduraskich Platense (2011) i Real Sociedad (2013) oraz salwadorskiej Águili (2014). W międzyczasie trenował kolumbijski amatorski zespół Estrellas del Sur (2012).
W październiku 2014 Londoño został następcą Mauro Reyesa w roli trenera honduraskiego CD Real Sociedad. W tym samym, jesiennym sezonie Apertura 2014 zdobył z nim wicemistrzostwo Hondurasu. W kolejnych miesiącach jego podopieczni spisywali się jednak znacznie słabiej – we wrześniu 2015 szkoleniowiec złożył rezygnację ze stanowiska wskutek kiepskich wyników (tylko pięć zwycięstw w ostatnich 24 meczach). W styczniu 2016 objął zmagający się z problemami finansowymi i walczący o utrzymanie w lidze honduraskiej zespół CD Victoria. Tam zanotował jednak fatalny pobyt (nie wygrał ani razu w dziewięciu meczach) i po niecałych czterech miesiącach zrezygnował z pracy w ekipie z La Ceiby. Na koniec sezonu Victoria (prowadzona już przez Jorge Lozano) spadła do drugiej ligi.
We wrześniu 2016 Londoño podpisał umowę z absolutnym beniaminkiem ligi honduraskiej i ligowym outsiderem – drużyną Social Sol. Poprowadził ekipę zaledwie w trzech meczach (komplet porażek) i po zaledwie dwóch tygodniach dniach pracy zrezygnował ze stanowiska. Potem przez pewien czas był menadżerem sportowym w pionie organizacyjnym kolumbijskiego klubu Tigres FC. Szybko powrócił jednak do Hondurasu, gdzie został trenerem walczącego o uniknięcie relegacji zespołu Honduras Progreso. Zajął z nim piąte miejsce w tabeli i w dobrym stylu zdołał utrzymać klub w najwyższej klasie rozgrywkowej, lecz bezpośrednio po tym odszedł z drużyny, nie potrafiąc porozumieć się z zarządem w kwestii nowego kontraktu. Następnie przez pewien czas prowadził honduraskiego drugoligowca Boca Júnior z miasta Tocoa. Po odejściu z Boca pozostał w Tocoi, w styczniu 2019 po raz kolejny obejmując CD Real Sociedad, tym razem występujący już w drugiej lidze. Trenował go przez pięć miesięcy, po czym odszedł z klubu w wyniku różnicy zdań z zarządem. Drużynę przejął od niego Carlos Martínez, który na koniec sezonu wywalczył z Realem awans do najwyższej klasy rozgrywkowej.
W sierpniu 2019 Londoño powrócił do pierwszej ligi, gdzie ponownie objął Honduras Progreso. Na dłuższą metę nie zdołał wyciągnąć drużyny z kryzysu i został zwolniony już w październiku po siedmiu porażkach z rzędu